# 蘇維埃宮 (加里寧格勒)

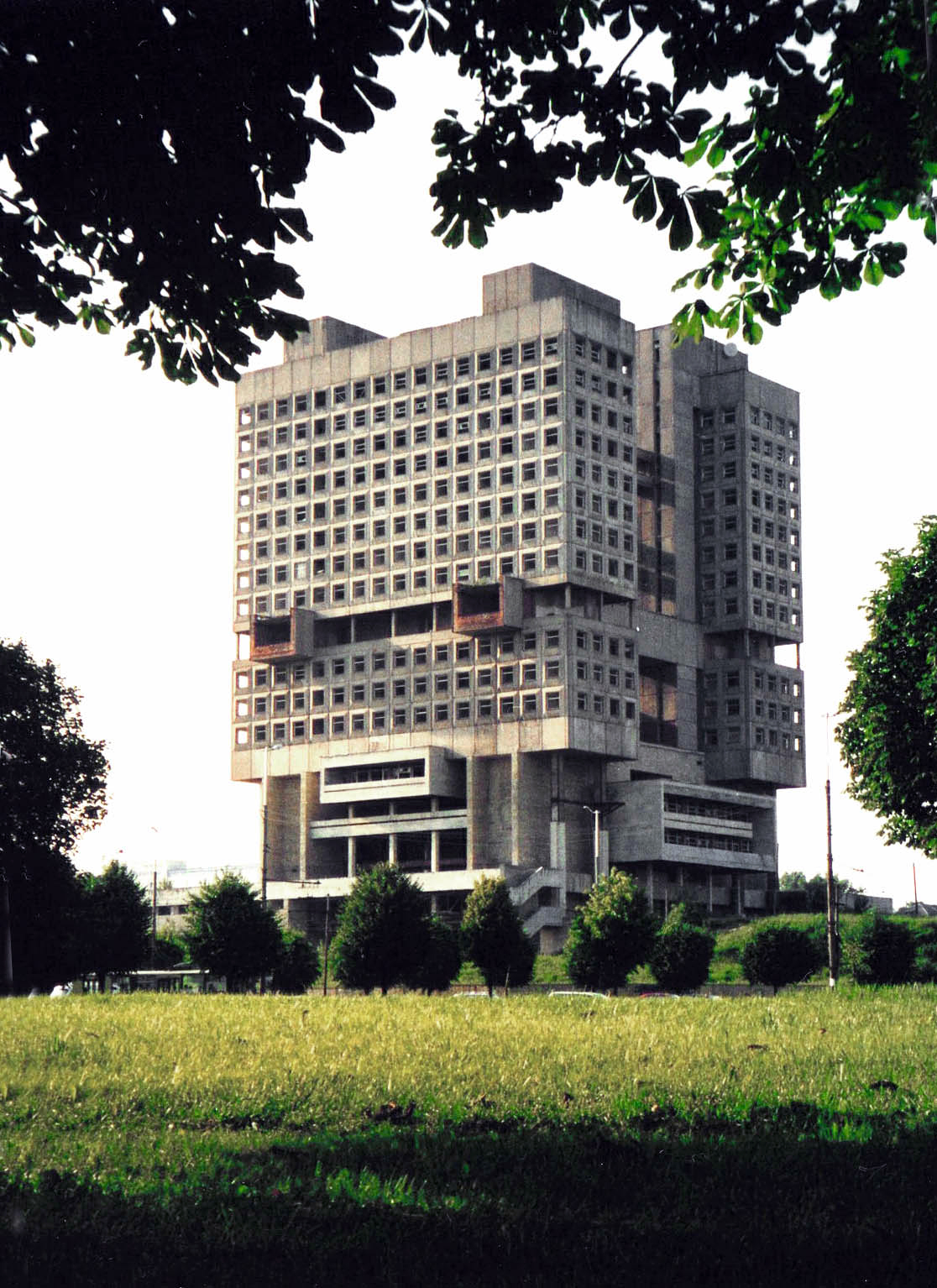
2002年時的蘇維埃宮

蘇維埃宮（羅馬化：Dom Sovetov）是俄羅斯飛地城市加里寧格勒的一座未竣工建築。因其外形類似一個機器人的頭部（肩膀以下部分埋藏在地下），當地人戲稱這座建築是「被埋藏的機器人」。該建築的首席建築師是列夫·米索什尼科夫，具體位置是在加里寧格勒的中央廣場，修建在柯尼斯堡城堡的護城河原址上。

## 歷史
在第二次世界大戰的柯尼斯堡轟炸中，柯尼斯堡城堡受到了嚴重破壞。二戰後柯尼斯堡成為蘇聯領土，改名加里寧格勒。蘇聯當局聲稱柯尼斯堡城堡是「法西斯主義中心」，並未保護城堡遺跡。城堡的剩餘部分也在1967年至1969年期間被炸毀並清除。
盧西奧·科斯塔和奧斯卡·尼邁耶的作品，特別是其的巴西首都巴西利亞開發工程對加里寧格勒的重建構想產生了很大影響。在1964年和1974年，蘇聯政府舉辦了兩次公開競賽，徵集這一地區的重建方案。來自莫斯科、列寧格勒、立陶宛、拉脫維亞、愛沙尼亞的設計事務所都曾參加競賽。最終該建築採納了列夫·米索什尼科夫及其工作室TsNIIEP的方案。列夫·米索什尼科夫是蘇聯國家獎的得主，在蘇联廣受尊敬。

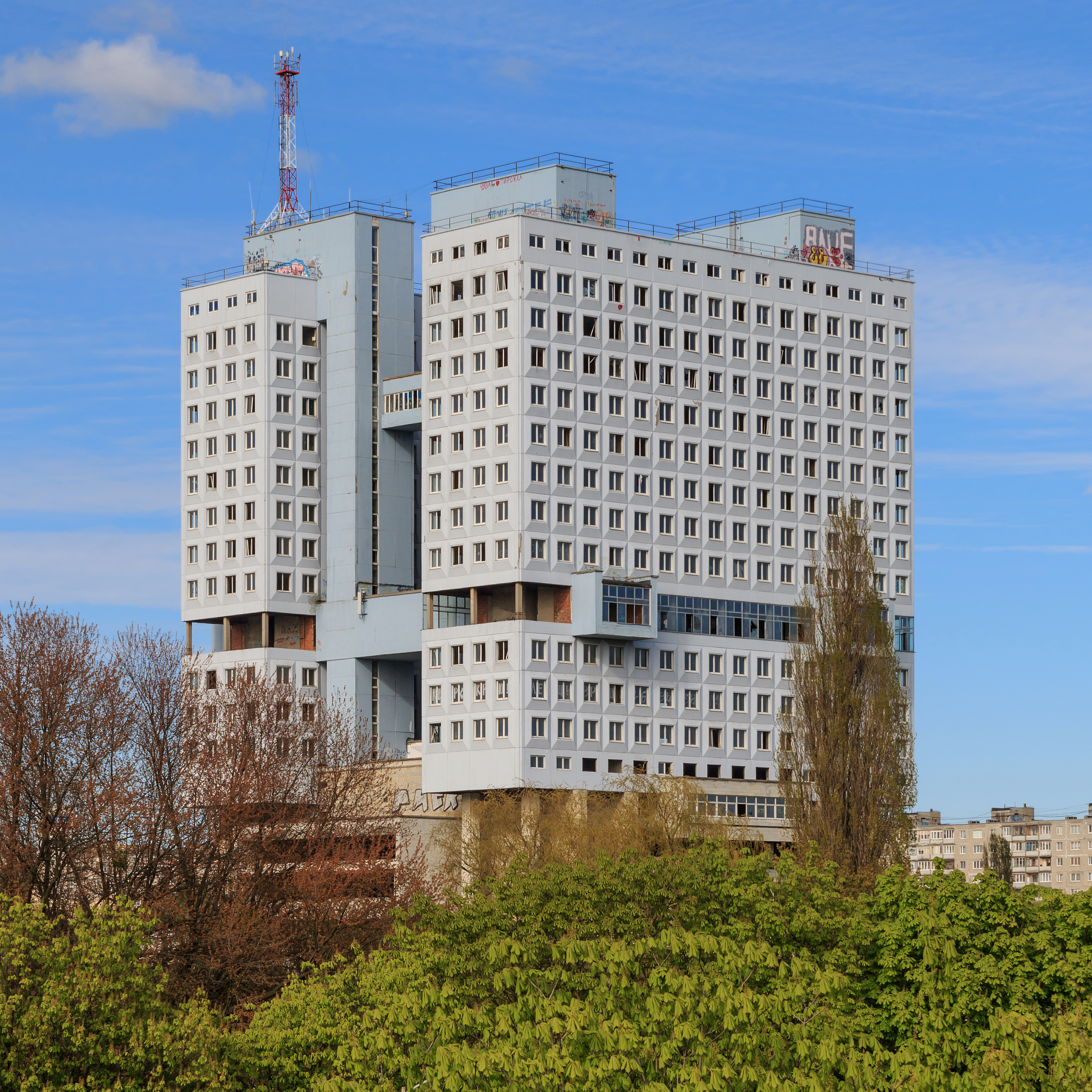
2005年粉刷後的蘇維埃宮

建築工程開始於1970年，最初計劃作為加里寧格勒州的中央行政辦公樓使用。然而城堡本身就修建在泥濘的土壤上，在廢墟上修建沉重的混凝土建築更會引發結構問題。且該建築因資金問題而未能完成原本的28層計劃，只修建到了21層。在苏共加里宁格勒州委對該項目失去興趣和資金耗盡之後，蘇維埃宮在1985年停工。
1995年，加里寧格勒當地政府將蘇維埃宮私有化，交由一家股份制公司「文化和商業中心」管理。但「文化和商業中心」之後瀕臨破產，在2003年將建築出售給Протострой公司。但這次交易之後，Протострой和加里寧格勒市政府發生糾紛。加里寧格勒市政府認為蘇維埃宮出售價格過低，侵犯了加里寧格勒市的合法權益。2006年，加里寧格勒州政府亦加入訴訟。2010年，法院宣布出售蘇維埃宮的交易無效。
2005年，在俄羅斯總統弗拉基米爾·普京來訪加里寧格勒，以及紀念柯尼斯堡建城750週年、加里寧格勒設立60週年時，該建築外牆塗上了淡藍色，並裝上了窗戶。這一舉動被一些人批評為是現代版的波將金村莊。
2011年11月30日，加里寧格勒州長尼古拉·祖甘諾夫聲稱蘇維埃宮是加里寧格勒的恥辱，必須拆除，並應在柯尼斯堡城堡所在地重建城堡。
雖然有觀點認為該建築是戰後蘇聯建築最差的反面教材，但亦有觀點認為蘇維埃宮是粗野主義建築的代表案例，特別是在其粉刷上藍色油漆之前。
2020年11月12日，該建築被宣布即將拆除，計劃從2021年初開始清拆。2023年5月清拆工作開始，2024年8月拆除結束。